# L'Homme qui voulait passer à la télé
Pour plus de détails, voir Fiche technique et Distribution.
L'Homme qui voulait passer à la télé est un téléfilm français satirique réalisé en 2005 par Amar Ahrab et Fabrice Michelin.

## Synopsis
Bernard est un jeune Toulousain qui est ébloui par le show-business parisien. Un jour, il se retrouve au cœur de la capitale de la France avec l'idée de faire carrière. Son principale atout, c'est Fabien, son ami « coiffeur studio » des vedettes du petit écran. Son ami coiffeur l'accueille chez lui, et surtout, l'invite sur de nombreux plateaux TV, séries et autres tournages de clips. Il se fait très vite connaitre et se crée un répertoire d'amis. Bernard vit l'aventure télévisuelle de l'intérieur et s'épanouit de jour en jour, pendant que ses parents, très stressés, vivent sa vie en regardant leur poste de télé avec inquiétude.

## Distribution
- Romain Vissol : Bernard
- Daniel Russo : le père de Bernard
- Mireille Viti : la mère de Bernard
- Patrick Poivey : chauffeur de taxi
- Pascal Légitimus : Fabien
- Jean-Jacques Desplanque : un intermittent du spectacle
- Warren Zavatta : le vigile
- Lionel Abelanski : Buffy/Thierry Mulet
- Arnaud Gidoin : Vincent de L'Herbe
- Bruno Salomone : Thierry Hardi
- Johnny Hallyday
- Jean-Luc Lemoine
- Mathilda May : Mélanie
- Corinne Touzet
- François Berland (voix)
- Laurent Gamelon : Laurence Brocoli
- Husky Kihal
- Roland Marchisio : Miguel
- Maïté : Geneviève
- Patrick Paroux : Max
- Rochelle Gregorie
- Cédric Clodic
- Caroline Riou
- Jean-Marie Bigard : Navarrin d'Hano
- Didier Cauchy : Frédo
- Armelle
- Antoine Duléry : Emmanuel Chien
- Arevik Martirosyan : Soraya
- Presley Sledge Bidounga Dalligo
- Hafid Ferdsiou Benamar
- Choukri Gtari
- Laurent Delhomme (voix)
- Isabelle Giordano : elle-même
- Stéphane De Groodt
- Souad Amidou
- Éric Le Roch
- Barbara Cabrita : la chanteuse Jenissa
- Éric Perisse
- Franck Vent de Val
- Florence Nicolas
- Gérard Andrieux
- Jean-Louis Annaloro
- Claire Barbotin
- Laurent Chollet
- Stéphanie Marino
- Renaud Person
- Monique Schirone
- Léopold Simalty
- Thierry Beccaro
- Alexandre Brik
- Abel Jafri
- Atmen Khelif
- Nathalie Levy-Lang
- Benoît Pétré
- Vanessa Pivain
- Estelle Vincent
- Anne Roumanoff : Évelyne Thomas
- Marie Benigni
- Clair Jaz : Joséphine
- Véronique Le Nir (voix)
- Mouss Diouf : D.J. Mouss
- Cartouche